# Vincent Heitzer
Vincent Heitzer (* 1979 in Sittard) ist ein deutscher Kirchenmusiker und Domkapellmeister am Bamberger Kaiserdom.

## Leben und Wirken
Vincent Heitzer wurde im niederländischen Sittard geboren und wuchs in Heinsberg-Dremmen auf. Nach Abitur und Zivildienst studierte er von 2000 bis 2004 Kirchenmusik an der Katholischen Hochschule für Kirchenmusik St. Gregorius in Aachen und schloss seine Studien mit dem B-Examen ab. Zu seinen wichtigsten Dozenten zählten dort Michael Hoppe (Orgel), Ulrich Peters (Improvisation) und Steffen Schreyer (Chorleitung).
Nach einigen Jahren der kirchenmusikalischen Praxis komplettierte er seine Ausbildung von 2010 bis 2013 an der Hochschule für Musik und Tanz Köln, die ihm den akademischen Grad Master of Music (M. Mus.) verlieh. Zu seinen wichtigsten Dozenten zählten hier Winfried Bönig (Orgel), Robert Göstl (Kinderchorleitung) und Reiner Schuhenn (Chorleitung).
Im Jahre 2012 verbrachte er fünf Monate in Venezuela und arbeitete ehrenamtlich für das Sistema de Orquestas y Coros in Caracas und Barquisimeto. Im Rahmen dieser Tätigkeit fungierte er bis 2017 als Titularorganist des venezolanischen nationalen Jugendchores Simón Bolívar mit Konzerten in Caracas, New York (Lincoln Center) und London (Royal Festival Hall). Weitere Konzerte als Organist und Dirigent führten ihn nach Argentinien (Centro Cultural Kirchner), in die Niederlande, nach Italien und in verschiedene Kirchen und Kathedralen in Deutschland.
Heitzer ist seit seinem 16. Lebensjahr als Kirchenmusiker tätig. Nach Stationen in Geilenkirchen-Hünshoven, Wassenberg, Bonn-Beuel und Bonn bekleidete er von 2015 bis 2022 das Amt des Basilikakantors an der romanischen Basilika St. Aposteln in Köln, einer kirchenmusikalischen Schwerpunktstelle im Erzbistum Köln. Von 2018 bis 2020 folgte er dem Ruf auf eine Gastprofessor für Orgel an die Universidad de los Andes in Bogotá und bekleidete in dieser Zeit das Amt des Titularorganisten an der Primatialkathedrale Kolumbiens.
Zum 1. Mai 2022 wurde er zum Domkapellmeister am Bamberger Dom berufen. Er ist Leiter des Bamberger Domchores (Knabenchor), der Mädchenkantorei am Bamberger Dom und der Domkantorei Bamberg.